# El Pedregal de Zaragoza
El Pedregal de Zaragoza es una localidad de México, localizada en el municipio de Metztitlán en el estado de Hidalgo.

## Geografía
Se encuentra en la región geográfica de la Sierra Baja; a la localidad le corresponden las coordenadas geográficas 20° 38’ 37.142” de latitud norte y 98° 48’ 30.710” de longitud oeste, con una altitud de 1255 m s. n. m. Cuenta con un clima seco semicálido.
En cuanto a fisiografía se encuentra en la provincia de la Sierra Madre Oriental, dentro de la subprovincia del Carso Huasteco; su terreno es de meseta. En lo que respecta a la hidrografía se encuentra posicionado en la región del Pánuco, dentro de la cuenca el río Moctezuma, y en la subcuenca del río Metztitlán.

## Demografía
En 2020 registró una población de 554 personas, lo que corresponde al 2.64 % de la población municipal. De los cuales 269 son hombres y 285 son mujeres.
| Gráfica de evolución demográfica de El Pedregal de Zaragoza entre 1910 y 2020 |
|                                                                               |
| Población registrada por los censos y conteos del INEGI.                      |